# جنین الدر
جنین الدر (انگلیسی: Janine Alder؛ زادهٔ ۵ ژوئیهٔ ۱۹۹۵) بازیکن هاکی روی یخ اهل سوئیس است.